# Kakonko
Kakonko è una circoscrizione mista (mixed ward) della Tanzania situata nel distretto di Kakonko, regione di Kigoma. Conta una popolazione di 21 827 abitanti (censimento 2012).